# 哥伦比亚特区市长
哥伦比亚特区市长（Mayor of the District of Columbia）又稱華盛頓市長，是美国华盛顿哥伦比亚特区政府行政部门的负责人。市长有责任执行地区法律，并有权批准或否决哥伦比亚特区议会通过的法案。市长的行政办公室位于华盛顿特区市中心的約翰·威爾遜大樓。

## 外部鏈接
- 官方网站